# Midland F1 Racing
Midland F1 Racing est une ancienne écurie russe de Formule 1 qui a disputé 18 Grands Prix durant la saison 2006. En 36 départs, les Midland n'ont jamais inscrit de point en championnat. La meilleure qualification de l'écurie est une 14e place au Grand Prix d'Indianapolis (par Christijan Albers) et le meilleur résultat est une 9e place au Grand Prix de Hongrie grâce à Tiago Monteiro. Midland F1 a été rachetée courant 2006 par Spyker Cars N.V. et a évolué durant la saison 2007 sous le nom de Spyker F1 Team avant d'être à nouveau vendue et de prendre le nom de Force India en 2008.

## Historique

### 2005: le rachat et la dernière saison de Jordan Grand Prix

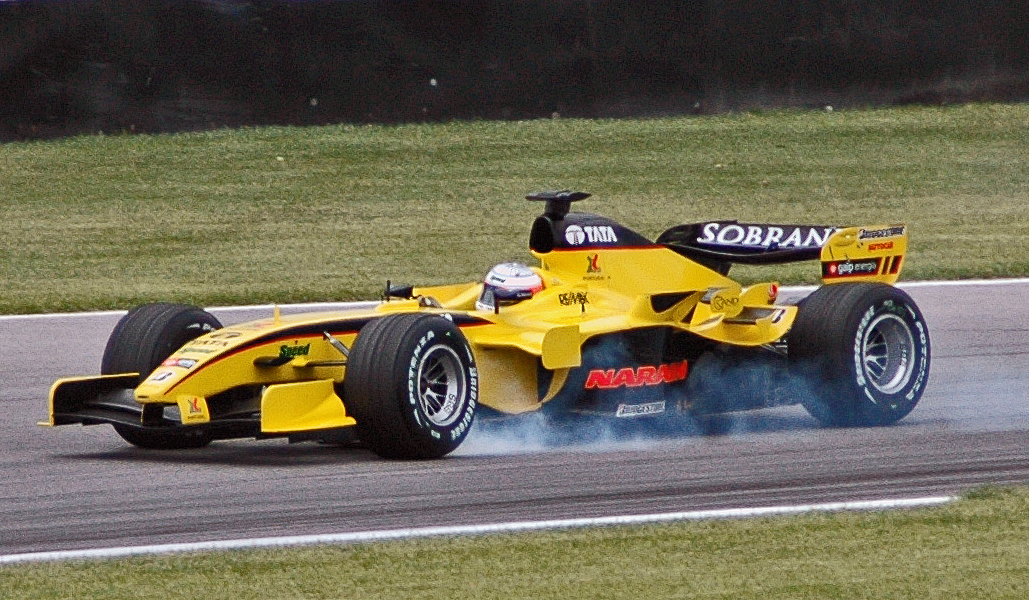
Karthikeyan sur la Jordan EJ15 durant les qualifications du Grand Prix des États-Unis 2005.

L'histoire de l'écurie Midland F1 trouve sa source en 1980 avec la création par l'ancien pilote irlandais Eddie Jordan de l'écurie Eddie Jordan Racing, structure qui prend le nom de Jordan Grand Prix à l'occasion de son engagement en Formule 1 en 1991. Devenue au fil des années 1990 l'une des meilleures et des plus populaires équipes du plateau, Jordan Grand Prix connaît un déclin au début des années 2000 ; n'étant plus en mesure d'assurer la survie de son équipe, Eddie Jordan se résout en janvier 2005 à mettre en vente son écurie. 
Alex Schnaider, propriétaire du groupe Midland (en), spécialisé dans la vente d'acier, projetait dès 2004 de créer la première écurie de Formule 1 russe de l'histoire. Des contacts sont pris avec le constructeur italien Dallara en vue de l'élaboration d'une monoplace pour le championnat du monde 2006. Puis Schnaider abandonne sa collaboration avec Dallara pour tenter d'acheter l’écurie Jaguar Racing en vente. Le Russe se fait souffler l'affaire par Red Bull mais ne laisse pas passer l'opportunité de racheter l'écurie d'Eddie Jordan, ce qui lui permet d'accéder à la Formule 1 dès 2005. Un accord est conclu entre Midland et Jordan sur la base de 50 millions de dollars, mais Ford argue que l'accord de fourniture moteur pour trois ans conclu avec Eddie Jordan doit être respecté et réclame ses 25 millions de dollars, coût de la motorisation. Ainsi, Schnaider acquiert Jordan Grand Prix pour 25 millions de dollars et conserve Eddie Jordan au poste de « responsable commercial ». 
En 2005, l'écurie d'Alex Schnaider prend part au championnat du monde sous le nom et les couleurs de Jordan Grand Prix. La monoplace EJ15 (la dénomination et la livrée jaune des monoplaces est provisoirement conservé) est motorisée par un V10 Toyota RVX-04 et est dessinée par John McQuilliam. Comme du temps de la rivalité avec BAR, le seul objectif de la saison est d’essayer de se classer au même niveau que l’écurie officielle Toyota F1 Team qui dispose du même moteur. Deux nouveaux pilotes (payants) sont recrutés : Tiago Monteiro et Narain Karthikeyan, premier pilote indien de l'histoire de la Formule 1 qui amène une grosse part du financement de l'équipe via son sponsor personnel Tata. L'EJ15 est présentée sous la neige, sur la Place Rouge à Moscou. Ce lancement est effectué avec la bénédiction de Bernie Ecclestone qui voit d'un bon œil l'arrivée de capitaux russes dans la discipline et qui planche depuis quelque temps déjà sur l'idée d'un Grand Prix de Russie.
Les huit premiers Grands Prix ne permettent pas aux pilotes d’inscrire le moindre point, Monteiro se faisant toutefois remarquer en recevant le drapeau à damiers lors de chaque épreuve. Arrive alors le Grand Prix des États-Unis où, à la suite de l'accident de Ralf Schumacher, toutes les écuries disposant de pneumatiques Michelin jugés responsables de l’accident, se retirent. Seules les Ferrari, Jordan et Minardi disputent un simulacre de course. Les Jordan sont à leur place à l’arrivée : juste devant les Minardi, mais inscrivent 11 points, Monteiro montant même sur le podium. Un point est de nouveau inscrit lors du Grand Prix de Belgique où Tiago Monteiro se classe 8e. Autre fait de gloire, à mettre encore une fois au crédit du pilote portugais, qui ralliera 18 fois l’arrivée en 19 départs. 
Bien qu'il s'agisse une saison de transition, les Jordan Grand Prix inscrivent 12 points et terminent à la 9e place du championnat du monde des constructeurs.

### 2006: l'unique saison de Midland F1 Racing

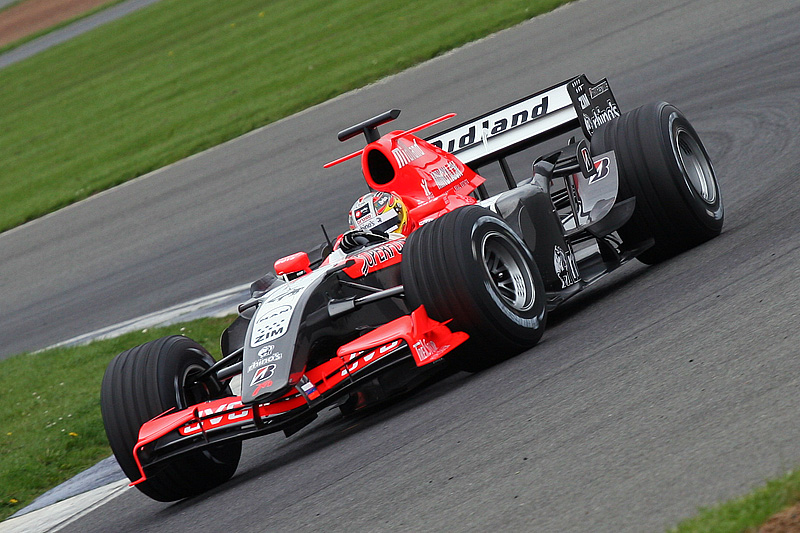
Tiago Monteiro au volant de la Midland M16 à Silverstone

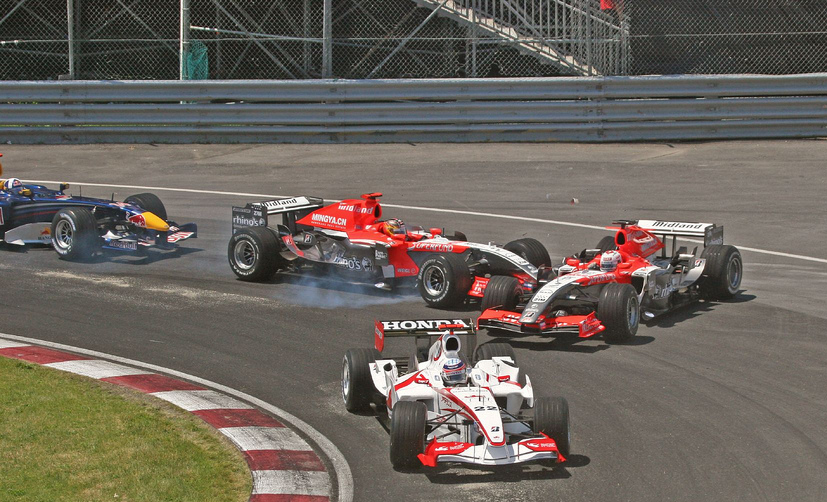
Accrochage entre les Midland d'Albers et Monteiro au GP du Canada 2006

En 2006, l'équipe est rebaptisée Midland F1 Racing, s'inscrit sous licence russe et la monoplace adopte de nouvelles couleurs, rouge et argent. Si Eddie Jordan est débarqué, l'écurie reste basée à Silverstone et poursuit son partenariat avec Toyota. 
Les Midland M16 conçues par Rob Taylor sont mues par un V8 Toyota RVX-06 de 2398cm3 de 760 ch. Aux côtés du pilote portugais Tiago Monteiro débarque le Néerlandais Christijan Albers. Les Midland passent l'ensemble de la saison dans l'anonymat le plus complet et luttent pour les dernières places avec les Toro Rosso et les Super Aguri. La saison est catastrophique puisque les pilotes n'inscrivent aucun point et sont contraints à l'abandon à treize reprises. Lors du Grand Prix d'Allemagne, les monoplaces sont même disqualifiées pour aileron arrière non conforme. 
Alex Schnaider, qui avait sous-estimé les coûts de fonctionnement d'une écurie de Formule 1, ne tarde pas à essayer de se débarrasser de l'équipe. Lors du Grand Prix d'Italie à Monza, il la revend à un consortium hollandais mené par Michiel Mol, patron de l'entreprise spécialisée dans l'informatique Lost Boys (qui est depuis l'époque Verstappen un fervent sponsor des pilotes néerlandais) et le constructeur néerlandais Spyker Cars N.V. 

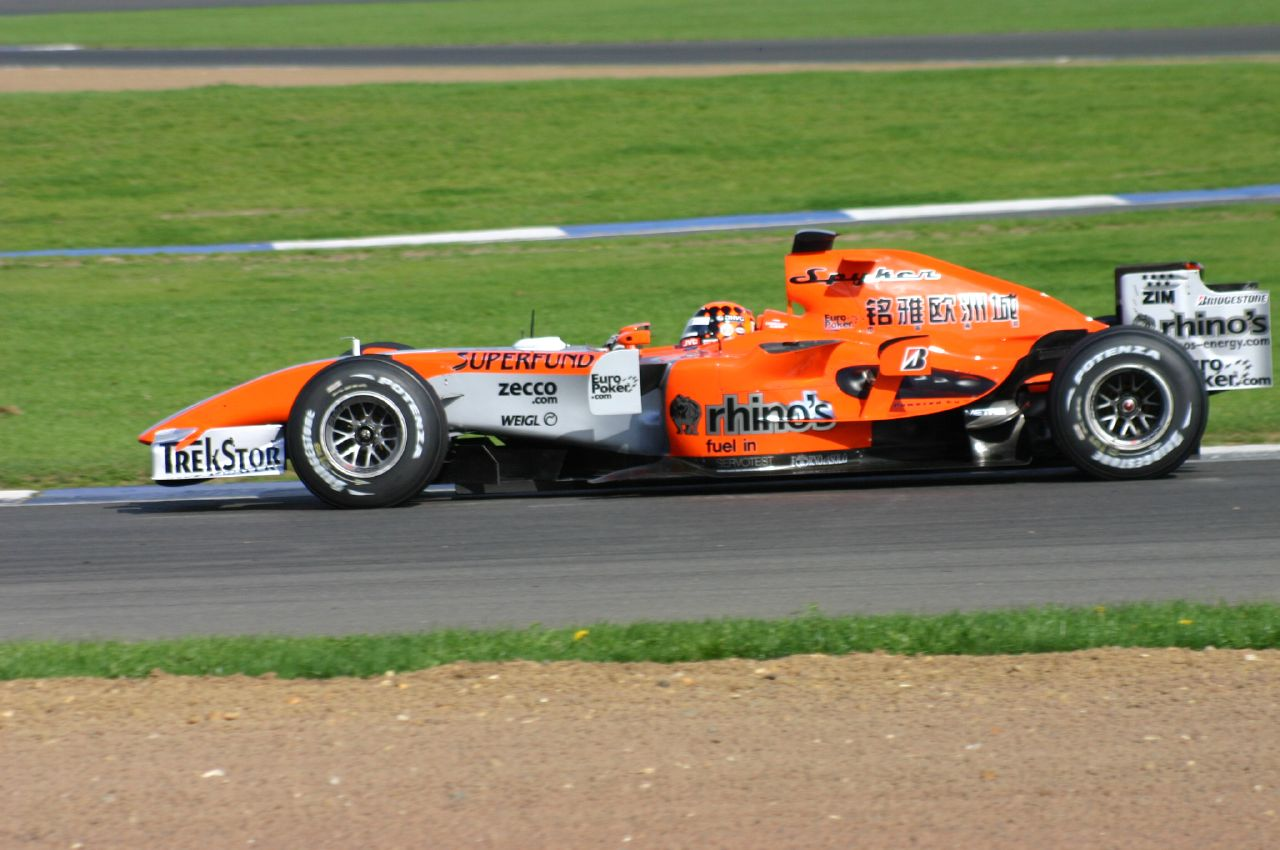
Albers sur la Midland M16 en livrée orange témoignant de la nouvelle identité néerlandaise de l'équipe.

Le changement de nom durant la saison n'étant pas autorisé, Spyker utilise la règle qui autorise le sponsor principal à s'afficher devant le nom de l'écurie pour la rebaptiser Spyker MF1 Racing. Sous ce nom, Midland dispute les trois dernières courses de 2006, en Chine, au Japon et au Brésil, arborant une nouvelle livrée orange et argent. L'écurie disparaît définitivement en 2007 au profit du Spyker F1 Team.

## Résultats en championnat du monde de Formule 1
| Saison | Écurie                     | Châssis     | Moteur           | Pneus       | Pilotes                          | Grands Prix disputés | Points inscrits | Classement |
| ------ | -------------------------- | ----------- | ---------------- | ----------- | -------------------------------- | -------------------- | --------------- | ---------- |
| 2006   | MF1 Racing Spyker MF1 Team | Midland M16 | Toyota RVX-06 V8 | Bridgestone | Christijan Albers Tiago Monteiro | 18                   | 0               | 10e        |

| Saison | Châssis     | Moteur           | Pneumatiques | Pilotes           | Courses | Courses | Courses | Courses | Courses | Courses | Courses | Courses | Courses | Courses | Courses | Courses | Courses | Courses | Courses | Courses | Courses | Courses | Points inscrits | Classement |
| Saison | Châssis     | Moteur           | Pneumatiques | Pilotes           | 1       | 2       | 3       | 4       | 5       | 6       | 7       | 8       | 9       | 10      | 11      | 12      | 13      | 14      | 15      | 16      | 17      | 18      | Points inscrits | Classement |
| ------ | ----------- | ---------------- | ------------ | ----------------- | ------- | ------- | ------- | ------- | ------- | ------- | ------- | ------- | ------- | ------- | ------- | ------- | ------- | ------- | ------- | ------- | ------- | ------- | --------------- | ---------- |
| 2006   | Midland M16 | Toyota RVX-06 V8 | Bridgestone  |                   | BAH     | MAL     | AUS     | SMR     | EUR     | ESP     | MON     | GBR     | CAN     | USA     | FRA     | ALL     | HON     | TUR     | ITA     | CHI     | JAP     | BRÉ     | 0               | 10e        |
| 2006   | Midland M16 | Toyota RVX-06 V8 | Bridgestone  | Tiago Monteiro    | 17e     | 13e     | Abd     | 16e     | 12e     | 16e     | 15e     | 16e     | 14e     | Abd     | Abd     | Dsq     | 9e      | Abd     | Abd     | Abd     | 16e     | 15e     | 0               | 10e        |
| 2006   | Midland M16 | Toyota RVX-06 V8 | Bridgestone  | Christijan Albers | Abd     | 12e     | 11e     | Abd     | 13e     | Abd     | 12e     | 15e     | Abd     | Abd     | 15e     | Dsq     | 10e     | Abd     | Abd     | 15e     | Abd     | 14e     | 0               | 10e        |

Légende : ici 